# Liste der Naturdenkmale in Rhodt unter Rietburg
Die Liste der Naturdenkmale in Rhodt unter Rietburg nennt die im Gemeindegebiet von Rhodt unter Rietburg ausgewiesenen Naturdenkmale (Stand 23. Mai 2024).

## Naturdenkmale
| Nr.         | Bezeichnung            | Lage                                            | Beschreibung | Bild                                    |
| ----------- | ---------------------- | ----------------------------------------------- | --- | --------------------------------------- |
| ND-7337-181 | Kugelfelsen            | westlich des Ortes auf dem Kesselberg Lage      | Buntsandstein-Felsengruppe mit etwa 20 lokal als Gletschermühlen bezeichneten schüsselförmigen Verwitterungsspuren;, hier Nr. 15 teilweise zu Edenkoben | mehr Fotos \| Fotos hochladen           |
| ND-7337-229 | Drachenhöhle           | westlich des Ortes, unterhalb der Rietburg Lage | Felsenhöhle, hier Nr. 72 | Direkt Bild zu diesem Denkmal hochladen |
| ND-7337-230 | Rosskastanienallee     | Theresienstraße Lage                            | Aesculus hippocastanum, 13 Bäume, hier Nr. 77 | Fotos hochladen                         |
| ND-7337-231 | Friedenslinde von 1871 | Herrengasse, bei Nr. 5 Lage                     | Tilia sp., 1871 gepflanzt | Fotos hochladen                         |
| ND-7337-233 | Rhodter Rosengarten    | östlich des Ortes; Flur Straßburgergewanne Lage | 300-jähriger Traminer-Weinberg; flächenhaftes Naturdenkmal, hier Nr. 78                                                                                 | Fotos hochladen                         |

## Ehemalige Naturdenkmale
| Nr. | Bezeichnung   | Lage                                            | Beschreibung                                                                                      | Bild                                    |
| --- | ------------- | ----------------------------------------------- | ------------------------------------------------------------------------------------------------- | --------------------------------------- |
|     | Luitpoldlinde | westlich des Ortes; Flur Am Haseneck Lage       | Tilia sp.;, hier Nr. 74 Rechtsverordnung aufgehoben, 1999 gefällt und durch Nachpflanzung ersetzt | Direkt Bild zu diesem Denkmal hochladen |
|     | Endbrunnen    | östlich des Ortes; Flur Straßburgergewanne Lage | gefasste Quelle;, hier Nr. 76 Rechtsverordnung 1988 aufgehoben                                    | Direkt Bild zu diesem Denkmal hochladen |